# Смирновка (Алматинская область)
Смирновка (каз. Смирновка) — упразднённое село в Панфиловском районе Алматинской области Казахстана.

## География
Село располагалось на границе с Китаем, на правом берегу реки Хоргос в 1,5 км от места впадения её в реку Или.

## История
Переселенческое село Смирновское основано в 1910 г. русскими крестьянами. Образовывало самостоятельное крестьянское общество в составе Джаркентского участка Джаркентского уезда. На 1913 г. в селе значится 38 дворов. Последний раз отмечено на карте Генштаба 1989 г. выпуска, в селе проживало 9 жителей. Дата упразднения не установлена. В настоящее время на месте села расположена пограничная застава Смирновка.